# Konwój dziesięciu
Konwój dziesięciu (hebr. שיירת העשרה) – izraelski konwój złożony z czterech samochodów ciężarowych jadących podczas wojny domowej w Mandacie Palestyny z Jerozolimy do bloku żydowskich osiedli Gusz Ecjon w górach Judei. W dniu 11 grudnia 1947 roku konwój wpadł w zasadzkę przygotowaną przez arabskie siły Armii Świętej Wojny. W zasadzce zginęło 10 członków konwoju.

## Tło wydarzeń
Gusz Ecjon była grupą osiedli żydowskich położonych w górach Judei, bezpośrednio na południe od miast Betlejem i Jerozolima. Trzon bloku osiedli składał się z czterech osad rolniczych, które zostały założone w latach 1940-1947 na nieruchomościach zakupionych przez żydowskie organizacje syjonistyczne. Jako pierwszy, w 1927 roku powstał kibuc Migdal Eder. Jego całkowita izolacja została przerwana dzięki założeniu w 1945 roku sąsiedniego kibucu Massu’ot Jicchak. Następnie w 1946 roku powstał kibuc En Curim, a w 1947 roku kibuc Rewadim. Pod koniec 1947 roku blok osiedli Gusz Ecjon zajmował powierzchnię 20 km² i liczył 450 mieszkańców, w tym 69 dzieci. Społeczności były całkowicie izolowane i otoczone przez nieprzyjaźnie nastawione osady arabskie.
Przyjęta 29 listopada 1947 roku Rezolucja Zgromadzenia Ogólnego ONZ nr 181 przyznała obszar Gusz Ecjon przyszłemu państwu arabskiemu, które miało powstać w Palestynie. Przywódcy społeczności żydowskiej zaakceptowali ten plan, jednak dowództwo organizacji paramilitarnej Hagana podjęło decyzję o nie ewakuowaniu mieszkańców Gusz Ecjon. Tymczasem Arabowie odrzucili rezolucję ONZ i dzień później doprowadzili do wybuchu wojny domowej w Mandacie Palestyny. W jej pierwszej fazie arabskie ataki były skoncentrowane na żydowskie linie komunikacyjne, które przebiegały przez tereny i miejscowości, w których społeczność arabska miała przewagę ilościową. W ten sposób rozpoczęła się „wojna o drogi”. Na początku grudnia 1947 roku w rejon Jerozolimy dotarł pierwszy oddział Armii Świętej Wojny dowodzony przez Abd al-Kadir al-Husajniego. Podszedł on ze swoim liczącym około stu bojowników oddziałem do wsi Surif, na południowy zachód od Jerozolimy. Dołączyło tu do niego wielu młodych arabskich wieśniaków, z których niektórzy byli weteranami brytyjskiej armii. W ten sposób jego siły bardzo szybko urosły do kilku tysięcy ludzi. Ich celem było sparaliżowanie żydowskiej komunikacji w regionie oraz całkowite odcięcie Zachodniej Jerozolimy.
Normalnie do bloku Gusz Ecjon każdego dnia docierał transport z zaopatrzeniem, oraz regularnie kursował autobus. Nałożona arabska blokada spowodowała, że trwająca zazwyczaj 30 minut podróż z Jerozolimy do Gusz Ecjon stała się niezwykle trudna. W dniu 8 grudnia 1947 roku doszło do pierwszego ostrzelania samochodu kursującego na tej trasie. Odtąd pojazdy nie mogły już poruszać się samodzielnie i były łączone w konwoje. Każdy wyjeżdżający konwój musiał mieć zabezpieczoną odpowiednią eskortę i zaplanowaną drogę przejazdu. Te pierwsze konwoje wykorzystywały jeszcze otwarte samochody ciężarowe (zazwyczaj pick-upy), ponieważ władze brytyjskie twierdziły, że pojazdy opancerzone mogą niepotrzebnie rozdrażnić Arabów. Konwojom takim czasami towarzyszył oficjalny patrol umundurowanej Policji Żydowskich Osiedli (ang. Jewish Settlement Police). Do Gusz Ecjon skierowano także rezerwowy oddział Palmach.

## Przebieg bitwy
W czwartek 11 grudnia, około wpół do czwartej po południu, z Jerozolimy wyruszył do Gusz Ecjon konwój złożony z czterech samochodów ciężarowych. Przewoziły one żywność, wodę pitną, butle z gazem, narzędzia do kuchni oraz worki z mąką. W konwoju było 26 osób, w tym 8 żydowskich umundurowanych policjantów (Policja Żydowskich Osiedli). Wśród pasażerów był dowódca bloku osiedli Gusz Ecjon, Danny, jego zastępca Izaak Jakub oraz sekretarz bloku Jair Mundlak. Już po wyjechaniu konwoju z miasta, wywiad Hagany otrzymał informację, że Arabowie przygotowują na niego zasadzkę. Wiadomość dotarła jednak za późno i nie było możliwości powiadomienia lub zatrzymania konwoju. Jako pierwszy jechał samochód należący do Gusz Ecjon. Drugim samochodem jechał Danny i Izzak Jakub. Konwój zamykał pick-up z policjantami ochrony.
Kiedy konwój wyjechał z Jerozolimy, zauważono jak kilku transjordańskich żołnierzy Legionu Arabskiego dawało jakieś znaki. Uznano, że dają oni znaki swoim kolegom, podczas gdy w rzeczywistości informowali o wyjeździe żydowskiego konwoju z miasta. Po około 15 minutach jazdy konwój dotarł do posterunku brytyjskiej policji w Betlejem. Gdy konwój przejechał obok Fortu Tegart, przed pojazdami pojawił się ubrany na czarno motocyklista. Bardzo szybko oddalił się. Około 5-10 minut później, konwój dojechał do stromego podjazdu pod górę. Wolno poruszające się pojazdy, oraz wąska i kręta droga, stanowiły idealne miejsce do organizacji zasadzki. Arabowie otworzyli ogień z automatycznego karabinu maszynowego usadowionego zaledwie 10 metrów od drogi. Kule uszkodziły chłodnicę pierwszego samochodu, śmiertelnie raniąc w twarz kierowcę. Pojazd zatrzymał się, blokując możliwość ruchu innych ciężarówek. Wszyscy pasażerowie wyskoczyli z pojazdów, kryjąc się w rowie i pod samochodami. Z tyłu konwoju nadbiegli żydowscy policjanci, którzy otworzyli ogień (posiadali zaledwie 6 pistoletów). Natomiast Danny pobiegł do ostatniej ciężarówki, nakazując kierowcy zawrócenie po pomoc do Betlejem. Wąska górska droga uniemożliwiała jednak zawrócenie, i uszkodzony kulami samochód musiał przez ponad 2 km wycofywać się tyłem, zanim mógł nawrócić.
Około 15 minut od rozpoczęcia ataku, od strony Hebronu nadjechało dwóch brytyjskich policjantów, krzycząc do Arabów aby wstrzymali ogień. Ich wezwanie okazało się jednak nieskuteczne, i obaj policjanci ukryli się w rowie. Arabowie wstrzymali ogień dopiero wtedy, gdy od strony Betlejem nadjechał jeep brytyjskiej armii. Do brytyjskich żołnierzy podbiegł Eliasz Bar Cham, który zabrał się z nimi z powrotem do Betlejem. Gdy jeep nawracał, Arabowie ponownie otworzyli ogień. Gdy dojechali do Betlejem, Bar Cham zażądał od brytyjskiego oficera pomocy oraz ściągnięcia z Jerozolimy pomocy medycznej i żydowskich policjantów. Oficer zwlekał jednak pół godziny z podjęciem jakichkolwiek działań, a dopiero potem wyruszył z oddziałem 10 policjantów. Gdy dotarli na miejsce zasadzki, większość członków konwoju była już zabita. Arabowie zdarli z zabitych ubrania i dźgali je nożami. Na widok zbliżających się Brytyjczyków, zbiegli w dół grzbietem, krzycząc radośnie w tłumie z kobietami i dziećmi. Pojazdy z konwoju zostały podpalone, a przewożone w nich butle z gazem zaczęły wybuchać.
Krótko później na miejsce zasadzki dojechały trzy brytyjskie samochody pancerne, a 20 minut później przyjechał ambulans i żydowscy policjanci z Jerozolimy. Zabrali oni ciała 10 zabitych, a rannych przewieziono do Szpitala Hadassah na Górze Skopus w Jerozolimie.

## Reakcje i następstwa
Atak na konwój był wstrząsem dla mieszkańców Jerozolimy i Gusz Ecjon. Został on symbolicznie nazwany od liczby ofiar ataku. Konwój Dziesięciu uświadomił mieszkańcom Gusz Ecjon, że są w środku wojny domowej, a ich blok osiedli znajduje się w oblężeniu. W dniu 27 grudnia 1947 roku brytyjskie władze zaproponowały pomoc policji w ewakuacji Gusz Ecjon do Jerozolimy. Wniosek ten został odrzucony. Hagana postanowiła wtedy, że odtąd będzie wykorzystywać w konwojach pojazdy opancerzone stalowymi płytami.